# Siletz
Siletz is een plaats (city) in de Amerikaanse staat Oregon en valt bestuurlijk gezien onder Lincoln County.

## Demografie
Bij de volkstelling in 2000 werd het aantal inwoners vastgesteld op 1133. In 2006 is het aantal inwoners door het United States Census Bureau geschat op 1121, een daling van 12 (-1,1%).

## Geografie
Volgens het United States Census Bureau beslaat de plaats een oppervlakte van 1,6 km², waarvan 1,6 km² land.

## Plaatsen in de nabije omgeving
De onderstaande figuur toont nabijgelegen plaatsen in een straal van 28 km rond Siletz.